# Eilema jacobsi
Eilema jacobsi là một loài bướm đêm thuộc phân họ Arctiinae, họ Erebidae.